# ثمن الغفران (فلم)
ثمن الغفران (بالإنجليزية: The Price of Forgiveness) هو فيلم درامي فرنسي سنغالي صدر عام 2001.

## القصّة
غطَّى لفترةٍ طويلةٍ ضبابٌ غريبٌ قرية معروفةً بصيدِ الأسماك . في هذه الأجواء المواتية لتعزيز الخوف والخرافات، يتنافسُ ياتما ومبانيك صديقا الطفولة لإغواء ماكسوي. مبانيك ابن أحد المرابطين الذي يتحدى الأرواح ويتمكَّنُ من إخفاء الضباب وهو ما يجعلُ له مكانة لدى أهل القرية الذين يُكرِّمونه بشكل دوريّ تحت أشعة الشمس الدافئة. حينما يختفي الضباب وتعود الأمور لطبيعتها، يرجعُ الصيادون إلى البحر الذي يستعيدُ هو الآخر ألوانه. حينها يُعلن ماكسوي ومبانيك علاقتهما وهو الأمر الذي لا يتقبّلهُ ياتما.

## طاقم التمثيل
هذه قائمةٌ بأبرز الممثلين والممثلات الذين شاركوا في تصوير الفيلم:
- هوبير كوندي في دور ياتما
- رقية نيانغ في دور ماكسوي
- غورا سيك في دور مبانيك
- عليون ندياي في دور أمل اليعاكار
- نار سيني في دور بيير
- ثيارنو ندياي دوس في دور آدي سيك

## الجوائز
عُرض الفيلم في مهرجان قرطاج السينمائي الدولي عام 2002، كما عُرض في نفس العام أيضًا في مهرجان فريبورغ السينمائي.

## رابط خارجي
- ثمن الغفران  في قاعدة بيانات الأفلام على الإنترنت (بالإنجليزية)